# Péter Zilahy
Péter Zilahy (ur. 8 listopada 1970 w Budapeszcie), węgierski pisarz, poeta, dziennikarz i fotografik.
Ukończył studia filozoficzne, anglistyczne oraz antropologiczne. Debiutował w 1993 zbiorem wierszy Lepel alatt ugrásra kész szobor. W latach 1997–1999 był redaktorem magazynu internetowego. Najbardziej znanym jego utworem jest Ostatnia oknożyrafa (Az utolsó ablakzsiráf), eklektyczna powieść opublikowana w 1998 i przetłumaczona na wiele języków, w tym polski. Ostatnia oknożyrafa przypomina leksykon, notki składające się na nią są ułożone alfabetycznie. Oś fabularną stanowią wydarzenia rozgrywające się zimą 1997 w Belgradzie, podczas demonstracji przeciw Miloševiciovi, autor nie stroni jednak od rozważań historyczno-politycznych oraz wspomnień z dzieciństwa. Całość jest bogato ilustrowana, między innymi zdjęciami samego Zilahy'ego. Na podstawie książki powstało widowisko multimedialne, prezentowane w 28 miastach na całym świecie.
Eseje Zilahy'ego regularnie ukazują się na łamach niemieckich czasopism, m.in. Frankfurter Allgemeine Zeitung i Die Welt. W 2001 gościnnie wykładał na Uniwersytecie Nowojorskim.